# 589
Cette page concerne l'année 589  du calendrier julien. Pour l'année 589 av. J.-C., voir 589 av. J.-C.
L'année 589 est une année commune qui commence un samedi.

## Événements

### Asie
- 10 février : prise de Jiankang (aujourd'hui Nankin) par les troupes du général Heruo Bi[1]. Après avoir lancé une attaque conjuguée sur eau et sur terre contre la capitale des Chen sur le Yangzi Jiang, Sui Wendi prend le Sud et réunit la Chine sous la dynastie Sui (fin en 618).

- Le général sassanide Bahram Chubin bat de nouveau les Köktürks près de Hérat[2].

### Proche-Orient
- 10 avril, Pâques : fin de la mutinerie des troupes byzantines d’Orient après le règlement de leurs arriérés de solde ; Philippicus est accepté comme général[3].
- Printemps : 
  - Martyropolis est reprise par les Perses aux Byzantins grâce à la trahison de Sittas[3].
  - L'empereur Maurice organise l'invasion du territoire de l'actuel Azerbaïdjan par les tribus du Caucase, sous la direction du prince ibérien Gouaram[3].
- Été : Philippicus assiège Martyropolis, mais est repoussé par des renforts perses[3].

### Europe
- 1er mars : les moniales de Sainte-Croix de Poitiers, révoltées contre leur abbesse Leubovère, arrivent à Tours sous la conduite de la princesse Chrodielde et de sa cousine Basine. Chrodielde a une entrevue avec Gontran durant l'été qui ordonne à des évêques de se réunir pour examiner le différend ;  ne les voyant pas venir, les religieuses retournent à Poitiers. Elles s'installent à la basilique de Saint-Hilaire avec l'intention de s'emparer du monastère par la force[4].
- 8 mai : ouverture du IIIe concile de Tolède. Le roi des Wisigoths Récarède Ier y impose le catholicisme à ses sujets sous l'influence de Léandre, archevêque de Séville. La religion catholique est proclamée dans toute l'Espagne et l'arianisme proscrit. Le concile décrète que les enfants nés d’un mariage mixte de chrétiens et de Juifs seraient baptisés de force[5].

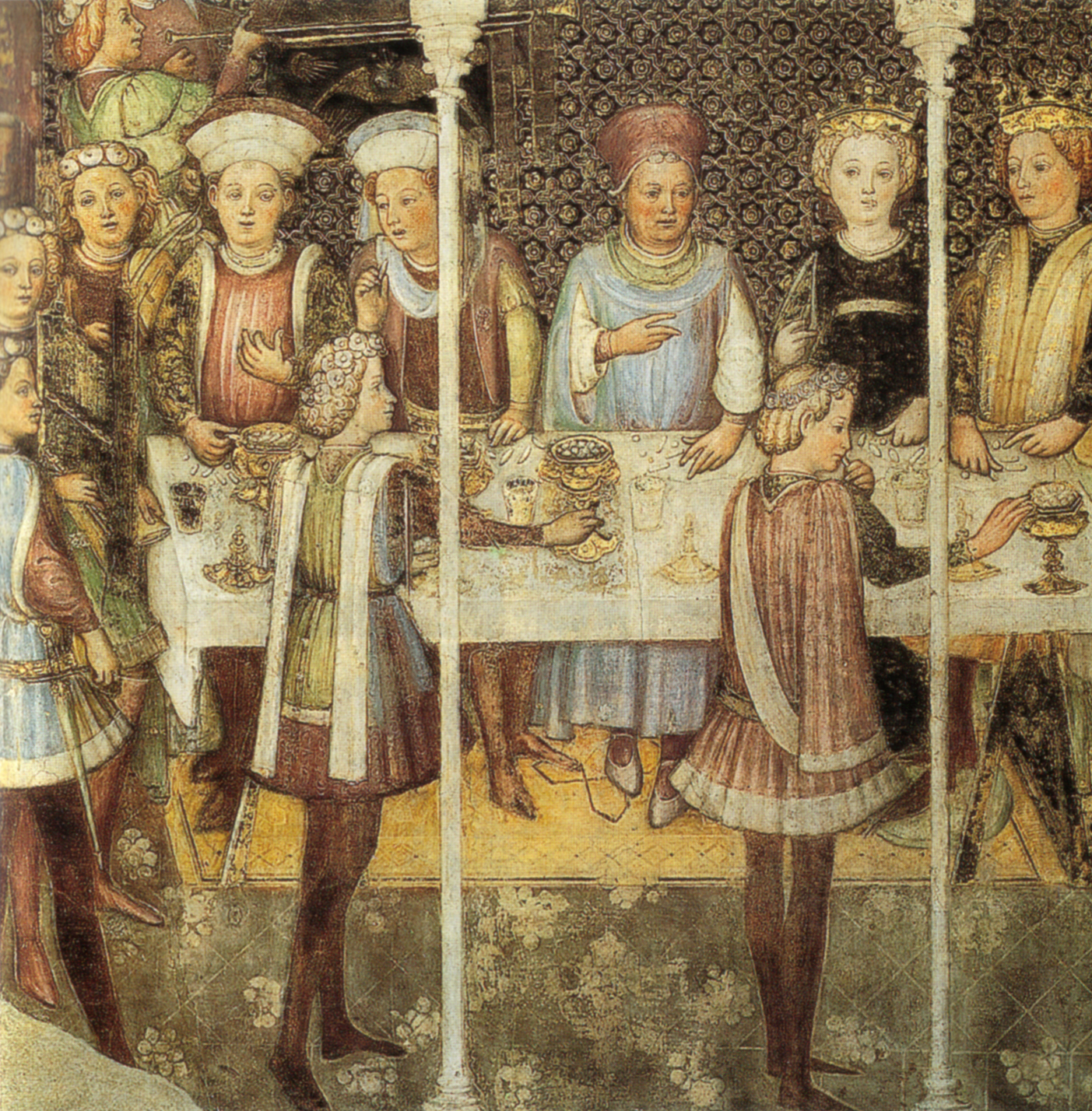
15 mai : noces de Théodelinde. Fresque de la chapelle de la reine Théodelinde, dôme de Monza, 1444

- 15 mai : le roi des Lombards Authari épouse Théodelinde de Bavière à Vérone[6].
- Printemps : expédition d'Authari dans le Samnium et en Calabre jusqu'à Reggio. Les Lombards font de Bénévent la capitale d’un puissant duché[7].
- Juin : le patriarche de Constantinople, Jean le Jeûneur se proclame œcuménique à l'occasion d'un synode tenue à Constantinople. Le pape Pélage II proteste et interdit à son nonce Grégoire de communiquer avec Jean[8].
- 17 octobre : crue de l'Adige qui endommage les murs de Vérone[9].
- 1er novembre : concile de Narbonne. Les prêtres doivent savoir lire. La population de Narbonne est alors composée de Goths, de Gallo-Romains, de Juifs, de Grecs et de Syriens[5].
- Novembre :
  - D'importantes inondations du Tibre causent dans la région de Rome, la mort de très nombreuses personnes, abattent des maisons et des monuments romains, et emportent les réserves alimentaires. Cette catastrophe est suivie d'une grande disette sur laquelle va se greffer une épidémie de peste (peste de Justinien) au début de l'hiver 589, ce qui cause la mort d'encore plus de victimes[9].
  - À la suite de la révolte des moniales de Sainte-Croix de Poitiers sous la conduite de la princesse Chrodielde, un synode a lieu à Poitiers. La princesse fait battre les évêques qui l’ont excommuniée[4].

- Gontran attaque la Septimanie. Le duc Austrovald réussi à prendre Carcassonne. Le duc Boson, arrivé avec ses contingents de Saintes, Périgueux, Bordeaux, Agen, Toulouse, le remplace au commandement. Il se laisse surprendre et est vaincu définitivement par les Wisigoths près de Carcassonne. Les Francs auraient laissé 5 000 tués et 2 000 prisonniers[10].

## Décès en 589
- Goswinthe, reine wisigothe d'Espagne, mère de Brunehilde et de Récarède Ier.